# Piolet d'Or

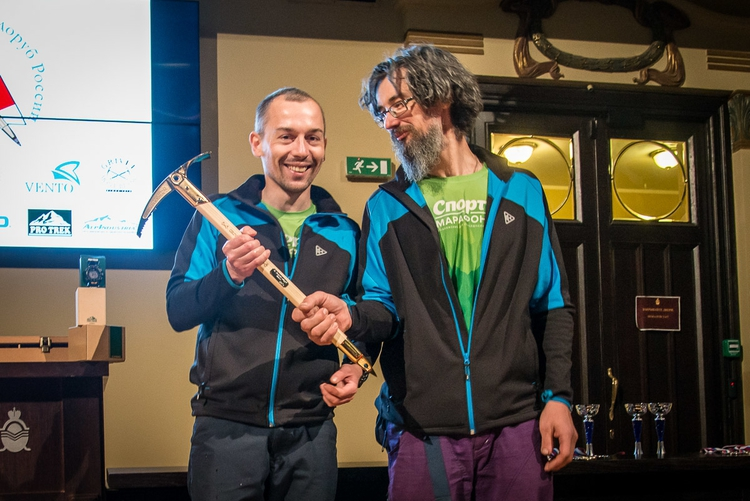
Sergej Nilov e Dimitrij Golovchenko, vincitori del premio nel 2017

Il Piolet d'Or (in italiano: Piccozza d'oro) è un premio sportivo che viene assegnato dalla rivista francese Montagnes e dal Groupe de haute montagne all'inizio di ogni anno per la migliore impresa alpinistica realizzata nell'anno precedente; è considerato il massimo riconoscimento alpinistico a livello mondiale. Il trofeo consiste in una riproduzione dorata di 70 cm di una piccozza.
Il premio è stato istituito nel 1991 dai francesi Guy Chaumereuil, l'allora caporedattore di Montagnes, e Jean-Claude Marmier, a quel tempo presidente del Groupe de haute montagne. Il premio è assegnato da una giuria di alpinisti e giornalisti di fama mondiale. Dal 2009 è stato inserito anche il premio alla carriera, che dal 2012 è stato rinominato in Piolet d'Or alla carriera, premio Walter Bonatti, in onore dell'alpinista italiano Walter Bonatti, scomparso nel 2011.

## Albo d'oro
Nella seguente tabella sono elencati tutti i vincitori dalla prima edizione del 1992. Le date fanno riferimento all'anno di assegnazione del premio mentre l'ascensione è avvenuta l'anno precedente a quella data.
| Anno                                                                 | Vincitori                                                                                         | Motivazione |
| -------------------------------------------------------------------- | ------------------------------------------------------------------------------------------------- | --- |
| 1992                                                                 | Marko Prezelj e Andrej Štremfelj                                                                  | Nuova via sul pilastro sud del Kangchenjunga, in Himalaya |
| 1993                                                                 | Michel Piola Vincent Sprungli                                                                     | Nuova via Dans l'Oeil du Cyclone sulle Torres del Paine, in Patagonia |
| 1994                                                                 | Team giovanile del Club Alpino Francese                                                           | Spedizione in Pamir |
| 1995                                                                 | François Marsigny Andy Parkin                                                                     | Nuova via Col of Hope oder Pass der Hoffnung, Marsigny-Parkin al Col de l'Espérance, tra Cerro Torre e Certo Adela, in Patagonia |
| 1996                                                                 | Andreas Orgler, Heli Neswadba e Arthur Wutscher                                                   | Nuove vie (tra cui Pearl) sulla parete sud del Monte Bradley, nella Catena dell'Alaska |
| 1997                                                                 | Tomaž Humar e Vanja Furlan                                                                        | Nuova via Stane Belak Strauf Memorial Route sulla parete nord-ovest dell'Ama Dablam, in Himalaya |
| 1998                                                                 | Team russo di Ekaterinburg                                                                        | Nuova via sulla parete ovest del Makalu, in Himalaya |
| 1999                                                                 | Athol Whimp Andrew Lindblade                                                                      | Nuova via sulla parete nord del Thalay Sagar, nell'Himalaya del Garhwal |
| 2000                                                                 | Lionel Daudet e Sébastien Foissac                                                                 | Nuova via Voyage des clochards célestes sulla parete sud del Burkett Needle, in Alaska |
| 2001                                                                 | Thomas Huber Iwan Wolf                                                                            | Nuova via Shiva's line sulla parete nord dello Shivling, nell'Himalaya del Garhwal |
| 2002                                                                 | Valerij Babanov                                                                                   | Nuova via in solitaria sulla parete nord del Meru, nell'Himalaya del Garwhal |
| 2003                                                                 | Mick Fowler e Paul Ramsden                                                                        | Nuova via sul couloir centrale della parete nord del Siguniang, nei Monti Qionglai, in Cina |
| 2004                                                                 | Valerij Babanov e Yuri Koshelenko                                                                 | Nuova via Moonlight Sonata sul pilastro sud del Nupste Est, in Himalaya |
| 2005                                                                 | Alexander Odintsov e un team russo                                                                | Nuova via sulla parete nord dello Jannu, in Himalaya |
| 2006                                                                 | Steve House e Vince Anderson                                                                      | Nuova via sulla Parete Rupal del Nanga Parbat, in Himalaya |
| 2007                                                                 | Marko Prezelj e Boris Lorencic                                                                    | Nuova via sulla parete nord-ovest Jomolhari, in Himalaya |
| 2008                                                                 | non assegnato                                                                                     | |
| 2009                                                                 | Kazuya Hiraide e Kei Taniguchi                                                                    | Nuova via Samurai directe sulla parete sud-est del Kāmet, nell'Himalaya del Garhwal. Taniguchi è stata la prima donna ricevere il premio |
| 2009                                                                 | Fumitaka Ichimura, Yusuke Sato e Kazuki Amano                                                     | Nuova via in stile alpino sulla parete nord del Kalanka, nell'Himalaya del Garhwal |
| 2009                                                                 | Ueli Steck e Simon Anthamatten                                                                    | Nuova via Scacco matto sulla parete nord del Tengkampoche, in Himalaya |
| 2009                                                                 | Walter Bonatti                                                                                    | Premio alla carriera |
| 2010                                                                 | Denis Urubko e Boris Dedeshko                                                                     | Nuova via dei kazaki Dedeshko-Urubko sulla parete sud-est del Cho Oyu, in Himalaya |
| 2010                                                                 | Jed Brown e Kyle Dempster Bruce Normand                                                           | Nuova via Il grande colpo della giada bianca sulla parete nord dello Xuelian Feng, nel Tian Shan, in Cina |
| 2010                                                                 | Reinhold Messner                                                                                  | Premio alla carriera |
| 2011                                                                 | Yasushi Okada, Katsutaka Yokoyama                                                                 | Nuova via sulla parete sud-est del Monte Logan, nel Monti Sant'Elia |
| 2011                                                                 | Sean Villanueva, Nicolas Favresse e Olivier Favresse Ben Ditto Bob Shepton                        | Nuove vie d'arrampicata (tra cui Devils Brew) sulle coste occidentali e meridionali della Groenlandia |
| 2011                                                                 | Doug Scott                                                                                        | Premio alla carriera |
| 2012                                                                 | Nejc Marcic e Luka Stražar                                                                        | Nuova via Dreamers of the Golden Caves sull'inviolata parete ovest del K7, nel Karakorum |
| 2012                                                                 | Mark Richey, Steve Swenson e Freddie Wilkinson                                                    | Nuova via The Old Breed sulla parete est del Saser Kangri II, nel Karamorum |
| 2012                                                                 | Ole Lied e Bjørn-Eivind Årtun                                                                     | Nuova via Venas Azules sulla parete sud della Torre Egger, in Patagonia (menzione speciale). Årtun mori poche settimane prima della premiazione, consapevole della sua nomina                                                                                      |
| 2012                                                                 | Robert Paragot                                                                                    | Premio alla carriera |
| 2013                                                                 |                                                                                                   | |
| Sébastien Bohin, Didier Jourdain, Sébastien Moatti e Sébastien Ratel | Nuova via sull'inviolata parete sud-ovest del Kāmet, nell'Himalaya del Garhwal                    | |
| Mick Fowler e Paul Ramsden                                           | Traversata dello Shiva, in Himalaya                                                               | |
| Dmitrij Golovchenko, Alexander Lange e Sergeij Nilov                 | Prima salita dello sperone nord-est della Muztagh Tower, nel Karakorum                            | |
| Kyle Dempster, Hayden Kennedy e Josh Wharton                         | Cresta sud-est del Baintha Brakk, nel Karakorum                                                   | |
| Sandy Allan e Rick Allen                                             | Prima salita della cresta Mazeno del Nanga Parbat, in Himalaya                                    | |
| Tatsuya Aoki, Yasuhiro Hanatani e Hiroyoshi Manome                   | Pilone sud del Kyashar, in Himalaya                                                               | |
| Hayden Kennedy Jason Kruk                                            | Schiodatura della via del Compressore al Cerro Torre, in Patagonia (menzione speciale)            | |
| David Lama e Peter Ortner                                            | Prima salita in libera della via del Compressore al Cerro Torre, in Patagonia (menzione speciale) | |
| Kurt Diemberger                                                      | Premio alla carriera                                                                              | |
| 2014                                                                 | Ueli Steck                                                                                        | Nuova via in solitaria sulla parete sud dell'Annapurna I, in Himalaya |
| 2014                                                                 | Raphael Slawinsky e Ian Welsted                                                                   | Nuova via sulla parete nord-ovest dell'inviolato K6, in Karakorum |
| 2014                                                                 | Stéphane Benoist e Yannick Graziani                                                               | Prima ripetizione della via aperta da Ueli Steck pochi giorni prima sulla parete sud dell'Annapurna I, in Himalaya (menzione speciale) |
| 2014                                                                 | John Roskelley                                                                                    | Premio alla carriera |
| 2015                                                                 | Aleš Česen, Luka Lindič e Marko Prezelj                                                           | Nuova via sulla parete nord dell'Hagshu, in Himalaya |
| 2015                                                                 | Tommy Caldwell e Alex Honnold                                                                     | Prima traversata completa del Fitz Roy, in Patagonia |
| 2015                                                                 | Alexander Gukov e Alexeij Lonchinskiy                                                             | Nuova via sulla parete sud-ovest del Thamserku, in Himalaya |
| 2015                                                                 | Chris Bonington                                                                                   | Premio alla carriera |
| 2016                                                                 | Hayden Kennedy Marko Prezlj e Urban Novak Manu Pellissier                                         | Nuova via Light Before Wisdom (1200 m, 5.11, WI6, M6, A2) sulla parete est del Cerro Kishtwar, in Himalaya |
| 2016                                                                 | Lise Billon e Antoine Moineville Diego Simari Jerome Sullivan                                     | Nuova via Hasta las Webas (1000 m, AI5+, M5, 90°) sul pilastro nord-est-est del Cerro Riso Patron, in Cile |
| 2016                                                                 | Mick Fowler e Paul Ramsden                                                                        | Prima ascensione dell'inviolato Gave Ding, in Himalaya |
| 2016                                                                 | Nikita Balabanov e Mikhail Fomin                                                                  | Nuova via Daddy Magnum Force (1700 m, M6, A3) sul pilastro nord-nord-ovest del Talung, in Himalaya |
| 2016                                                                 | Wojciech Kurtyka                                                                                  | Premio alla carriera |
| 2017                                                                 | Nick Bullock e Paul Ramsden                                                                       | Prima ascensione dal pilastro nord dell'inviolato Nyainqêntanglha, in Transhimalaya |
| 2017                                                                 | Dmitrij Golovchenko, Dmitrij Grigoriev e Sergeij Nilov                                            | Nuova via Moveable Feast (ED2, M7, WI5, 5c, A3, 1400 m) sulla parete nord del Thalay Sagar, nell'Himalaya del Garhwal |
| 2017                                                                 | Kim Chang Ho, Choi Seok Moon e Pak Jeong Yong                                                     | Nuova via sulla parete sud del Gangapurna, in Himalaya (menzione speciale) |
| 2017                                                                 | Colin Haley e Alex Honnold                                                                        | Prima traversata in giornata del gruppo del Cerro Torre, in Patagonia (menzione speciale) |
| 2017                                                                 | Jeff Lowe                                                                                         | Premio alla carriera |
| 2018                                                                 | Zdeněk Hák e Marek Holeček                                                                        | Nuova via (in stile alpino) sulla parete sud-ovest del Gasherbrum I, nel Karakorum |
| 2018                                                                 | Kazuya Hiraide e Kenro Nakajima                                                                   | Nuova via sulla parete nord-est dello Shispare, nel Karakorum |
| 2018                                                                 | Frédéric Degoulet, Benjamin Guigonnet e Hélias Millerioux                                         | Nuova via (in stile alpino) sulla parete sud del Nuptse, in Himalaya |
| 2018                                                                 | Chantel Astorga, Anne Gilbert Chase e Jason Thompson                                              | Parete sud-ovest del Nilkantha, in Himalaya (menzione speciale) |
| 2018                                                                 | Alex Honnold                                                                                      | Per quanto fatto durante il 2017 (menzione speciale) |
| 2018                                                                 | Andrej Štremfelj                                                                                  | Premio alla carriera |
| 2019                                                                 | Krzysztof Wielicki                                                                                | Premio alla carriera |
| 2019                                                                 | David Lama                                                                                        | Per l'ascensione solitaria lungo la cresta ovest del Lunag Ri, in Nepal |
| 2019                                                                 | Hansjörg Auer                                                                                     | Per l'ascensione solitaria della parete ovest del Lupghar Sar, nel Karakorum |
| 2019                                                                 | Aleš Česen e Luka Stražar Tom Livingstone                                                         | Prima ascensione della parete nord del Latok I, nel Karakorum |
| 2020                                                                 | Zdeněk Hák e Marek Holeček                                                                        | Prima ascensione della parete nord-ovest del Chamlang, in Himalaya, lungo la via UFO Line |
| 2020                                                                 | Alan Rousseau e Tino Villanueva                                                                   | Prima ascensione della parete ovest del Tengi Ragi Tau, in Himalaya), seconda ascensione in assoluto alla montagna e prima in stile alpino |
| 2020                                                                 | Mark Richey, Steve Swenson e Chris Wright Graham Zimmerman                                        | Prima ascensione del Link Sar, nel Karakorum |
| 2020                                                                 | Kazuya Hiraide e Kenro Nakajima                                                                   | Prima ascensione della parete sud del Rakaposhi, nel Karakorum, lungo una via di salita che passa per la cresta sud-est |
| 2020                                                                 | Catherine Destivelle                                                                              | Premio alla carriera |
| 2021                                                                 | Pierrick Fine e Symon Welfringer                                                                  | Prima ascensione della parete sud e della cresta sud-ovest del Sani Pakkush, nel Karakorum, lungo la via Revers Gagnant, seconda salita in assoluto della cima |
| 2021                                                                 | Ethan Berman Uisdean Hawthorn                                                                     | Nuova via Running in the Shadows sulla parete nord-ovest (detta Emperor Face) del Monte Robson, nelle Montagne Rocciose Canadesi |
| 2021                                                                 | Silvia Vidal                                                                                      | Per "l’enorme contributo fornito all’arrampicata in solitaria su big wall per più di due decenni" (menzione speciale) |
| 2021                                                                 | Yasushi Yamanoi                                                                                   | Premio alla carriera |
| 2022                                                                 | Archil Badriashvili, Baqar Gelashvili e Giorgi Tepnadze                                           | Prima ascensione della vetta nord-ovest del Saraghrar, nell'Hindu Kush |
| 2022                                                                 | Sean Villanueva                                                                                   | Prima traversata da sud a nord del massiccio del Fitz Roy, in Patagonia (Moonwalk Traverse) |
| 2022                                                                 | Mykyta Balabanov, Mykhailo Fomin, e Viacheslav Polezhaiko                                         | Salita della cresta sud-est dell'Annapurna III, in Himalaya (via Patience, 7555 m, 5.10a A3 M6) |
| 2022                                                                 | Silvo Karo                                                                                        | Premio alla carriera |
| 2023                                                                 | Alik Berg e Quentin Roberts                                                                       | Nuova via Reino Hongo (1000 m, M7 AI5+) sullo sperone sud-sudest dello Jirishanca, nelle Ande |
| 2023                                                                 | Tim Miller e Paul Ramsden                                                                         | Nuova via Phantom Line (1300 m, ED) sulla parete nord dello Jugal Spire, in Himalaya |
| 2023                                                                 | Christophe Ogier, Victor Saucède e Jérôme Sullivan                                                | Nuova via The Crystal Ship (1600 m, 5.10+ M7 A2) sulla parete sud del Pumari Chhish East, in Karakorum |
| 2023                                                                 | Capucine Cotteaux, Caro North e Nadia Royo Cremer                                                 | Menzione speciale per la prima salita della parete est della Northern Sun Spire, in Groenlandia (via Sedna, 780 m, 7b+/A0. Spedizione a "impronta di carbonio minima": la montagna è stata raggiunta in barca a vela dalla Francia con un team di sole donne       |
| 2023                                                                 | George Lowe                                                                                       | Premio alla carriera |
| 2024                                                                 | Kazuya Hiraide e Kenro Nakajima                                                                   | Nuova via The Secret Line sulla parete nord del Tirich Mir (7.708 m) nell'Hindu Kush, in Pakistan |
| 2024                                                                 | Matt Cornell, Jakson Marvell e Alan Rousseau                                                      | Nuova via parziale Round Trip Ticket (2.700 m, M7 AI5+ A0) sulla parete nord e cresta nord-ovest del Jannu, in Himalaya |
| 2024                                                                 | Hugo Béguin, Matthias Gribi e Nathan Monard                                                       | Nuova via Tomorrow Is Another Day (1.400 m, ED, 5c A2 WI4 M6) sulla parete nord del Flat Top, in Himalaya |
| 2024                                                                 | Nives Meroi                                                                                       | Menzione Speciale per l'Alpinismo Femminile per l'insieme delle sue imprese e, nel 2023, per la prima salita della parete ovest (Diamonds on the Soles of the Shoes) del Kabru IV, vista come la via più notevole dell'anno che abbia coinvolto un'alpinista donna |
| 2024                                                                 | Jordi Corominas                                                                                   | Premio alla carriera |

## Critiche
Nel corso degli anni sono state mosse diverse critiche al Piolet d'Or. In particolare è stato spesso criticato il fatto che il premio servirebbe per giudicare alcune imprese migliori di altre, creando così una sorta di competizione che (a detta di tali critiche) nell'alpinismo non dovrebbe esistere, mentre in altri casi è stata criticata la scelta di premiare delle spedizioni che meritavano il premio (sempre stando alle critiche) meno di altre. In un caso è stata criticata la scelta di inserire tra i membri della giuria l'alpinista slovacco Dodo Kopold, denunciato dal Club Alpino Slovacco per aver mentito su dettagli di alcune sue spedizioni in Himalaya e per aver abbandonato dei suoi compagni in difficoltà.